# دوك ميكا
دوك ميكا (بالإنجليزية: Duke Micah)‏ هو ملاكم غاني يصنف ضمن فئة وزن الديك بدأ مسيرته الاحترافية سنة 2012 حيث انتصر في نزاله الأول. شارك في دورة الألعاب الأولمبية الصيفية سنة 2012.

## إحصائيات
خاض خلال مسيرته 16 نزالا، فاز في 16 ولم يتعادل ولم يخسر. فاز بالضربة القاضية في 15 نزالا.

## روابط خارجية
- دوك ميكا على موقع بوكس ريك (الإنجليزية) (registration required)
- دوك ميكا على موقع أوليمبيديا (الإنجليزية)